# Juliusz Machulski

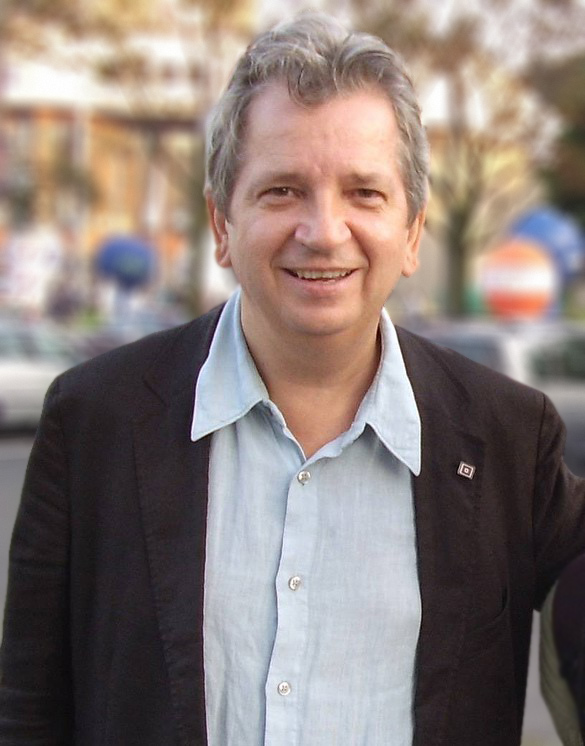
Juliusz Machulski, 2007

Juliusz Machulski (* 10. März 1955 in Olsztyn) ist ein polnischer Filmregisseur, Drehbuchautor und Filmproduzent.

## Leben
Machulski wurde als Sohn des bekannten polnischen Schauspielers Jan Machulski geboren. Er absolvierte die Filmhochschule Łódź. Seinen ersten Spielfilm drehte er 1981. Seine Komödien erfreuen sich in Polen großer Beliebtheit und wurden besonders in den 1990er-Jahren große Kassenerfolge in Polen. Machulski wurde zwischen 1981 und 2004 mehrfach beim Polnischen Filmfestival Gdynia ausgezeichnet. 1999 produzierte er zudem Krzysztof Krauzes Thriller Die Schuld, der im Jahr 2000 mit dem Polnischen Filmpreis als Bester Film ausgezeichnet wurde. Dieser Erfolg konnte 2007 mit dem Film Plac Zbawiciela wiederholt werden. Auch hier führte Krzysztof Krauze zusammen mit seiner Frau Joanna Kos-Krauze Regie.
1988 war er Mitbegründer der freien Produktionsfirma Zebra in Warschau, für die er bis heute tätig ist und die in der Nachwendezeit einige bemerkenswerte Filme produzierte. Er ist Mitglied der Europäischen Filmakademie.

## Filmografie

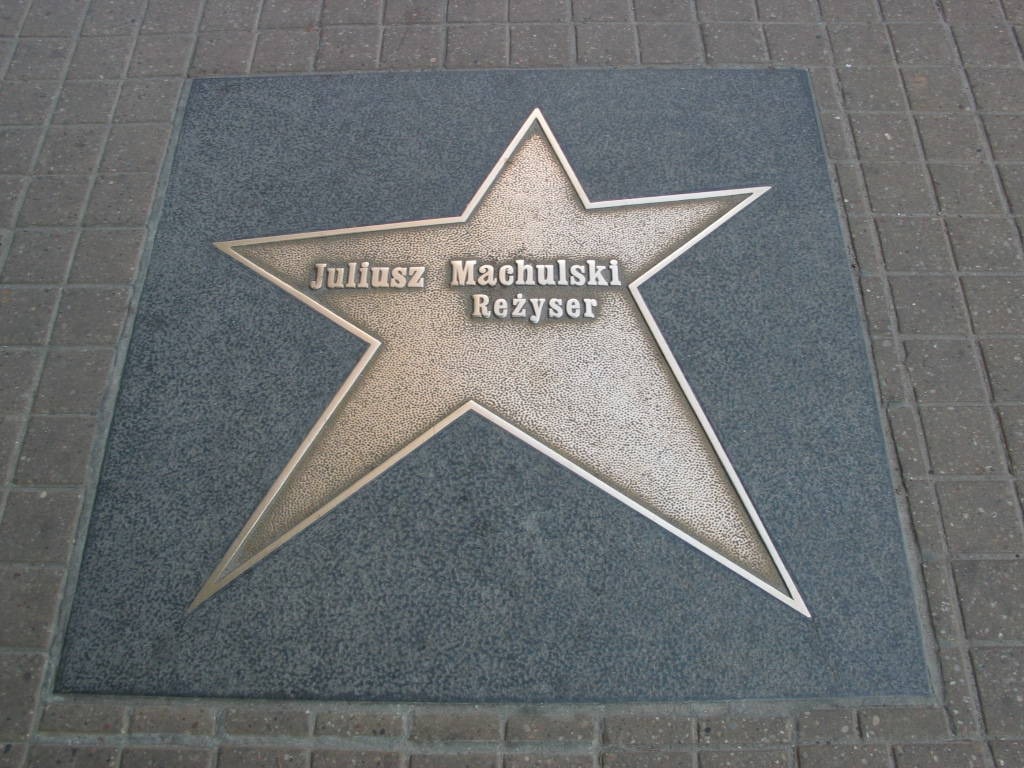
Machulskis Stern auf dem Walk of Fame in Łódź

### Regie
- 1981: Alles auf eine Karte (Vabank)
- 1984: Sexmission (Seksmisja)
- 1985: Retourkutsche (Vabank II, czyli riposta)
- 1988: King Size (Kingsajz)
- 1988: Déjà vu
- 1991: V. I. P.
- 1995: Girl Guide
- 1997: Killer
- 1999: 2 Killer
- 2001: Geld ist nicht alles
- 2003: Superproduktion
- 2004: Vinci
- 2008: Ile waży koń trojański

### Produktion
- 1991: Kroll – Regie: Władysław Pasikowski
- 1992: Hunde (Psy) – Regie: Wladislaw Pasikowski
- 1994: Laços de Sangue – Regie: Pál Erdőss
- 1997: Liebesgeschichten – Regie: Jerzy Stuhr
- 1999: Eine Woche im Leben eines Mannes – Regie: Jerzy Stuhr
- 1999: Die Schuld (Dług) – Regie: Krzysztof Krauze
- 2001: Stille – Regie: Michal Rosa
- 2002: Der Tag eines Freaks – Regie: Marek Koterski
- 2003: Das Wetter von morgen – Regie: Jerzy Stuhr
- 2004: Mein Nikifor (Mój Nikifor) – Regie: Krzysztof Krauze
- 2006: Plac Zbawiciela – Regie: Krzysztof Krauze, Joanna Kos-Krauze
- 2007: Wszystko będzie dobrze – Regie: Tomasz Wiszniewski
- 2011: In Darkness (W ciemności)